# جرالد داندون
جرالد داندون (انگلیسی: Gérald Dondon؛ زادهٔ ۴ اکتبر ۱۹۸۶) بازیکن فوتبال اهل فرانسه است.
وی همچنین در تیم ملی فوتبال مارتینیک بازی کرده‌است.